# Holly King
Holly King née en 1957 à Montréal est une artiste photographe canadienne. Elle vit et travaille dans sa ville natale. Elle est considérée comme étant une des précurseurs de la mise en scène photographique au Québec. Le paysage est un thème central dans sa pratique, il est abordé de manière évocatrice où réalité et illusion se confondent.

## Biographie
Holly King obtient un baccalauréat en arts plastiques de l’Université Laval à Québec en 1979. Par la suite, elle étudie à l’Université York de Toronto et obtient en 1981 une maîtrise en arts visuels, spécialisée en performance et en photographie. Elle se fait connaître en présentant ses œuvres dans des centres d’artistes autogérés du Québec, dont en 1980 à La Chambre Blanche, premier centre de diffusion géré par un collectif d’artistes à Québec et à la galerie Articule à Montréal, important lieu de diffusion pluridisciplinaire en 1981. Au cours des années 1980, elle contribue de façon importante à marquer le profil de la photographie contemporaine au Québec et au Canada par la réalisation de photographies de mise en scène. L’exposition Holly King: territoires de l’imaginaire présentée en 1998 est sa première exposition rétrospective organisée et mise en circulation par le Musée canadien de la photographie contemporaine, affilié au Musée des beaux-arts du Canada à Ottawa. L’année suivante, c’est le Musée des beaux-arts de Montréal qui l’invite à présenter une version enrichie de ce travail par cinq photographies inédites. Cette exposition voyage à travers le Canada. En 1993, le Musée d’art de Joliette lui consacre une exposition regroupant une sélection de ses œuvres allant de 1983 à 1993. Son travail fait partie de nombreuses collections particulières au Canada et à l’étranger et de grandes collections institutionnelles telles que le Musée national des beaux-arts du Québec, le Musée des beaux-arts du Canada, le Musée , affilié au Musée des beaux-arts du Canada beaux-arts de Montréal, la Galerie Robert McLaughlin et le Musée des beaux-arts de l’Ontario. Elle a enseigné au département d’arts plastiques de l’Université Concordia à Montréal durant de nombreuses années. Son travail est représenté à Montréal par la Galerie Art Mûr depuis 2004.

## Démarche
D’abord reconnue pour son travail de performance de 1978 à 1981, Holly King développe par la suite une pratique en photographie en explorant la notion de paysage. Des photographies de maquette construites de toutes pièces en atelier à partir de matériaux éphémères propres au décor de théâtre (papier mâché, cellophane, toile de fond peinte, branchages, objet, photographie etc.) élaborent de minutieuses compositions paysagères aux formes parfois inquiétantes ou d’une étrange beauté surnaturelle. Une lumière théâtrale baigne ces lieux incertains et projettent le spectateur dans des paysages imaginaires où se confondent réalité et artifice. Le cinéma, la peinture et la littérature sont source d’inspiration de ces espaces fictifs qui induisent des états émotionnels liés aux souvenirs.

## Expositions
Expositions individuelles (sélection)
·      2019: Landscapes in Peril (with Adam Gunn), Galerie Art Mûr, Montréal
·      2017: À la frontière du mystère, Musée du Bas-Saint-Laurent, Rivière-du-Loup, Galerie Art Mûr, Montréal, Musée des beaux-arts de Sherbroorke
·      2017: À la frontière du mystère, Galerie Art Mûr, Montréal
·      2016: Holly King: edging towards the mysterious, Robert Mclaughlin Gallery, Oshawa, Musée des beaux-arts de Sherbrooke, Sherbrooke, Musée du Bas-Saint-Laurent, Rivière-du-Loup
·      2014: Territoires d’émotions, Agora de la Danse, Montréal
·      2013: Grand Canyon: Unseen, Galerie Art Mûr, Montréal
·      2010: Return Twisted Roots (Racines Emmêlées), Leo Kamen Gallery, Toronto
·      2008: Twisted Roots-Tender Blossoms, Galerie McClure, Montréal
·      2006: Galerie d’art de l’Université de Sherbrooke, Sherbrooke
·      2005: The Transcendent Sublime, Galerie Art Mûr, Mois de la Photo 2005, Montréal
·      2004: Vistas, Galerie Art Mûr, Montréal
·      2003: Coming into View, Leo Kamen Gallery, Toronto, 
·      2002: Territoires de l’imaginaire, Yellowknife Art Gallery, Yellowknife
·      2001: Landscapes of the imagination, Art Gallery of Mississauga, Mississauga
·      2000: Mirage, Expression, centre d’exposition de Saint-Hyacinthe, Saint- Hyacinthe
·      1999: Territoires de l’imaginaire, Musée des beaux-arts de Montréal, Montréal
·      1998: Territoires de l’imaginaire,  Musée canadien de la photographie contemporaine, Ottawa
·      1993: Œuvres choisies, Musée d’art de joliette, Joliette
·      1991: Galerie Brenda Wallace, Montréal

## Collections (sélection)
·       Musée des beaux-arts de Montréal
·       Musée canadien de photographie contemporaine
·       Musée d’art contemporain de Montréal
·       Musée national des beaux-arts du Québec
·       Musée des beaux-arts du Canada
·       Université Concordia
·       Banque d’art du Conseil des arts du Canada
·       Musée des beaux-arts de l’Ontario
·       Galerie d’art de la Nouvelle-Écosse
·       Galerie d’art de Winnipeg
.        Musée d'art de Joliette
·       Leonard and Bina Ellen Art Gallery (Université Concordia)
·        Lethbridge University Art Gallery